# Abraham Vater

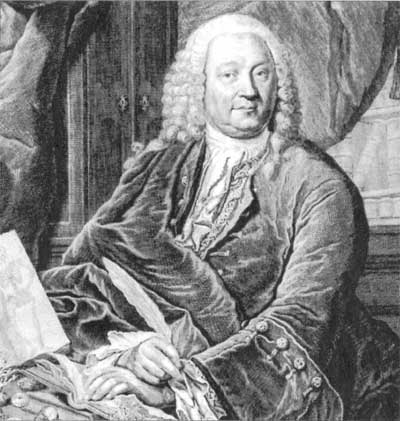
Kupferstich aus den Porträtsammlungen der Herzog August Bibliothek Wolfenbüttel

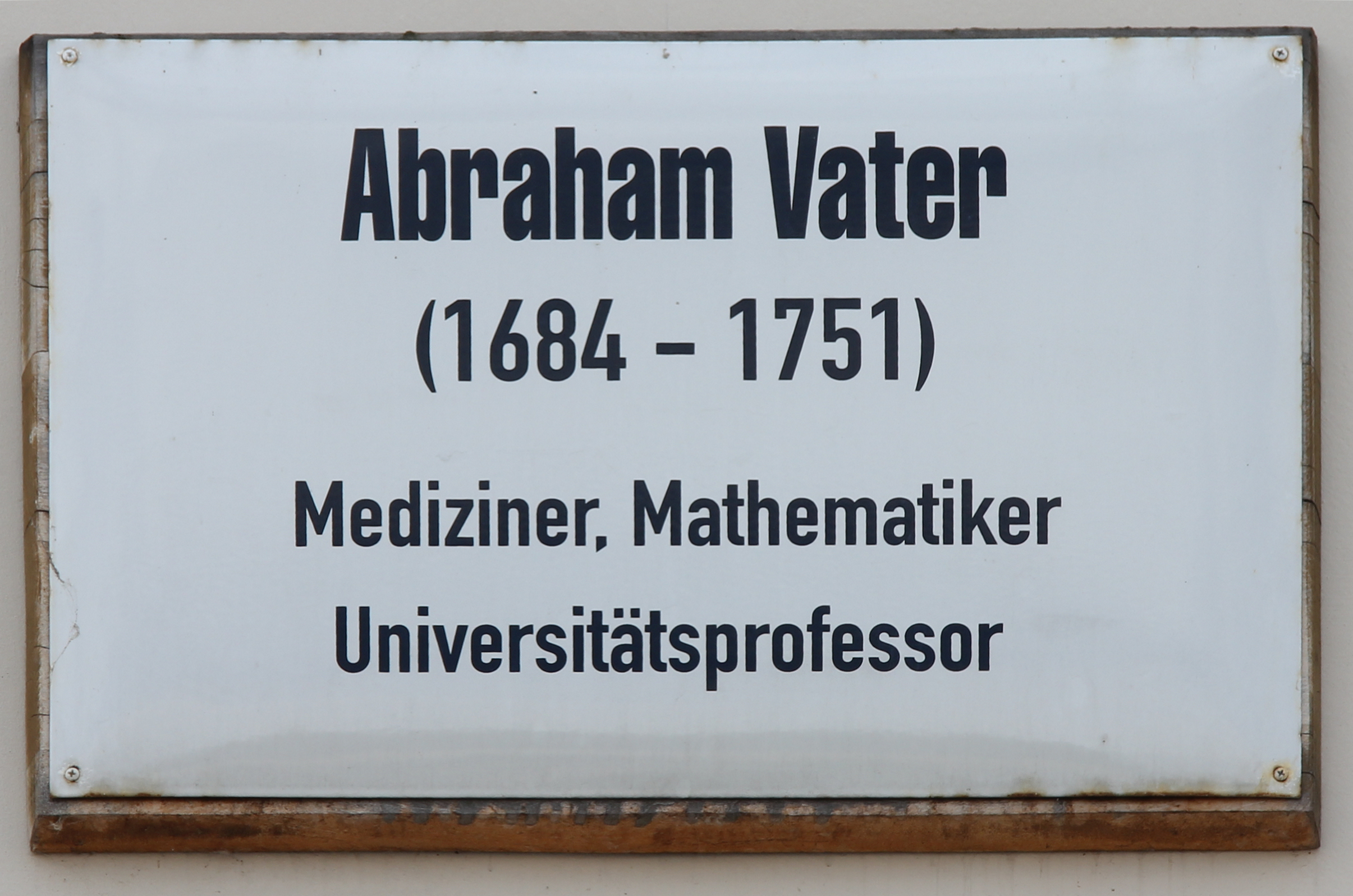
Gedenktafel am Haus Schloßstraße 14–15, in der Lutherstadt Wittenberg

Abraham Vater (* 9. Dezember 1684 in Wittenberg; † 18. November 1751 ebenda) war ein deutscher Mediziner, Hochschullehrer für Anatomie und Botanik sowie Philosoph.

## Leben

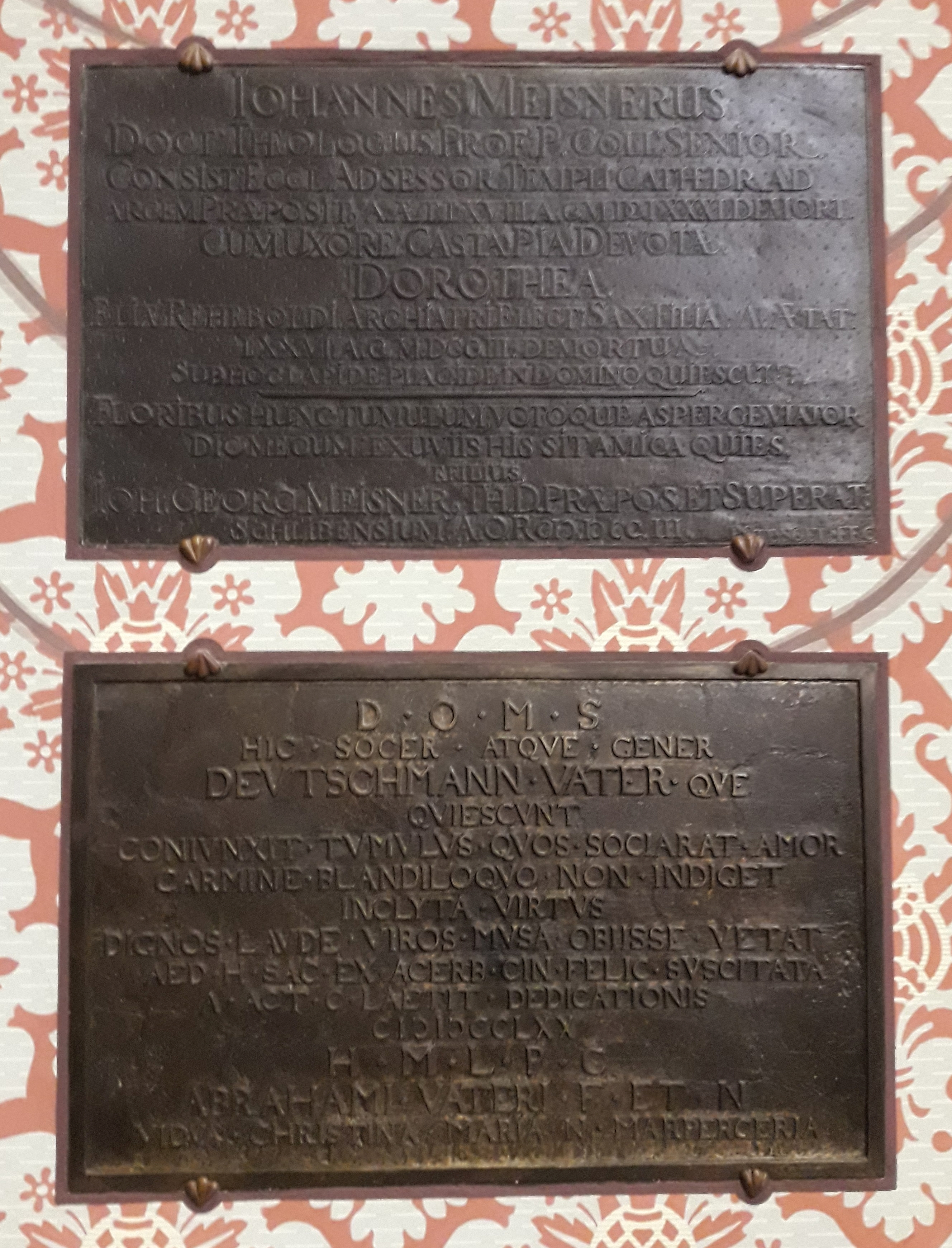
Denkmal für Abraham Vater (unten) in der Schlosskirche Wittenberg

Abraham Vater wurde am 9. Dezember 1684 als Sohn des Wittenberger Universitätsprofessors der Medizin Christian Vater in Wittenberg geboren. Seine Mutter Regina Dorothea stammte aus der Familie des Theologen Abraham Calov, womit seine familiären Beziehungen zur Wittenberger Universität eng geknüpft waren. Nachdem er anfänglich eine Ausbildung durch Privatlehrer und auf dem Gymnasium in Merseburg erhalten hatte, nahm er 1702 ein Studium der Medizin an der Wittenberger Universität auf, wo er 1706 die philosophische Magisterwürde erlangte. 1709 wurde er unter die Kandidaten der Medizin aufgenommen, wechselte an die Leipziger Universität, kehrte zurück nach Wittenberg und erhielt 1710 dort den medizinischen Doktorgrad.
Langjährige Studienreisen führten ihn dann an verschiedene deutsche Universitäten, nach England, Amsterdam und Leiden, wo er eingehende anatomische Studien betrieb und sich vor allem mit der Injektionstechnik vertraut machte. Im Juni 1711 kehrte er nach Wittenberg zurück, habilitierte sich 1712 als Dozent an der Wittenberger Universität und hielt Privatvorlesungen. 1717 wurde er als außerordentlicher und 1719 als ordentlicher Professor der Anatomie und Botanik, an der selbigen Universität berufen. Seine Wahl zum Mitglied der Leopoldina erfolgte 1712.
1733 widmete er sich speziell der Anatomie und gründete am 1. Mai 1736 das anatomische Museum der Wittenberger Universität im Augusteum. 1737 erhielt er die Professur der Pathologie, überließ die pathologischen Lehrveranstaltungen jedoch seinem Kollegen Stenzel. 1746 wurde er zum ersten Professor der Therapie und verblieb bis zu seinem Tode am 18. November 1751 als Senior der medizinischen Fakultät an der Wittenberger Universität.
1722 wurde er zum Mitglied (Fellow) der Royal Society gewählt. 1728 wurde er als auswärtiges Mitglied in die Königlich Preußische Sozietät der Wissenschaften aufgenommen.

## Wirken

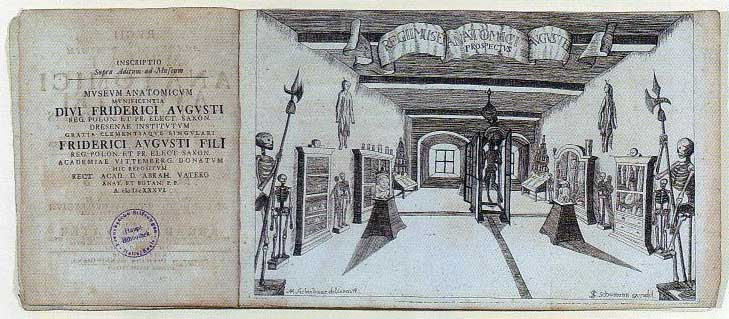
Anatomischer Saal zu Wittenberg aus „Catalogus universalis“ von dem Kupferstecher J. G. Schumann nach einer Zeichnung des Wittenberger Malers Michael Adolph Siebenhaar

Abraham Vaters Name ist noch heute in der medizinischen Fachsprache präsent. Vater galt als exzellenter Wissenschaftler, unter dessen Betreuung und Leitung in Wittenberg 52 Promotionen abgelegt wurden. Seine zahlreichen Arbeiten betreffen die Botanik, Chemie, Pharmakologie, Pathologie, Therapie, Chirurgie, Gynäkologie und Staatsarzneikunde.
Vor allem seine 1720 publizierte Beschreibung der Mündung des Gallengangs in den Dünndarm, die sich kaum noch mit den Erkenntnissen heutiger Mediziner deckt, ist in die Geschichte der Medizin eingegangen. Diese anatomische Struktur ist in Erinnerung an den Wittenberger Anatomen als „Papilla Vateri“ bezeichnet worden.
Bei dieser Papille handelt es sich um einen komplexen Verschlussmechanismus, der in der Anatomie, Pathologie und Physiologie eine wichtige Rolle spielt und von dem die drei Organe Bauchspeicheldrüse, Galle und Zwölffingerdarm abhängen. In einer Dissertation bei Lehmann „De consensu partrium corporis humani“ (Wittenberg, 1741) beschreibt Vater ferner die unter seinem Namen bekannten, dann in Vergessenheit geratenen und von Pacini in der dritten Dekade des 19. Jahrhunderts erst wiederentdeckten Vater-Pacini-Tastkörperchen als kleine ovale Anschwellungen „papillae nerveae“. Diese Strukturen sind insbesondere an Handflächen und Fußsohlen für das Vibrationsempfinden zuständig.
Des Weiteren erwähnenswerte Dissertationen finden sich in den Abhandlungen über den Mechanismus der Schließung des foramen ovale (1714), über einen Speichelgang in der Zunge (1720, 1723) und über einen Ringmuskel am Gebärmuttergrund (1723). Ein weitgehend vollständiges Schriftenverzeichnis Vaters befindet sich in der Biographie medicale Band 7 Seite 400–403. Schon früh legte Vater beschreibende Verzeichnisse exotischer Pflanzen, anderer Naturprodukte und anatomischer Präparate an.
Er las neben Anatomie auch Botanik. Ihm ist es zu verdanken, dass die Präparatesammlung des bekannten niederländischen Anatomen Frederik Ruysch, bei dem er einst studiert hatte, an die Wittenberger Universität gelangte. So wurden seine Vorlesungen durch diese, die universitäre als auch durch seine Privatsammlung bereichert. Diese drei akademischen Sammlungen wurden schließlich in einem besonderen Raum im Augusteum untergebracht. Nach der Vereinigung der Universität Wittenberg mit der Universität Halle 1817 gelangte ein Teil der Sammlung in das Anatomische Institut nach Halle.
Außer durch die Einrichtung eines anatomischen Museums hat sich Vater um die Verbesserung des anatomischen Unterrichts in Wittenberg dadurch verdient gemacht, dass er auch anatomische Demonstrationen für Frauen hielt. Abraham Vater nahm für seine wissenschaftlichen Arbeiten zahlreiche Sektionen vor. Schwierigkeiten bereitete jedoch die Zulieferung von Leichen. Seit 1722 wurde der Akademie zugebilligt, die Leichen von Hingerichteten und auch von im Spital Verstorbenen für die Anatomie abholen zu dürfen, wenn von den Verwandten die Begräbniskosten nicht erbracht wurden. Die Abholung der Leichen und die Kosten für die spätere Bestattung mussten die Professoren selbst tragen. Schon 1748 forderte Abraham Vater die Errichtung eines klinischen Institutes für den Lehrbetrieb.

## Familie
Vater heiratete am 13. Januar 1716 in Wittenberg Sophia Magdalene (geb. Zimmermann), die Witwe des Amtsrentenverwalters Samuel Francke. Diese Ehe blieb kinderlos. Seine zweite Ehe ging er am 24. Februar 1740 in Dresden mit Christina Maria, der Tochter des sächsischen Hofrats Paul Jacob Marperger, ein. Auch diese Ehe blieb kinderlos.

## Ehrentaxon
Carl von Linné benannte ihm zu Ehren die Gattung Vateria der Pflanzenfamilie der Flügelfruchtgewächse (Dipterocarpaceae).

## Werke
- Dissertatio anatomica qua novum bilis diverticulum circa orificium ductus choledochi ut et valvulosam colli vesicae felleae constructionem ad disceptandum proponit. Wittenberg 1720.
- Catalogus plantarum inprimis exoticarum horti academici Wittenbergensis. (1721–1724).
- Catalogus Variorum Exoticorum Rarissimorum Maximam Partem Incognitorum ... quae in museo suo, brevi luci exponendo possidet Abraham Vater. (Wittenberg, 1726).